# Val Demone

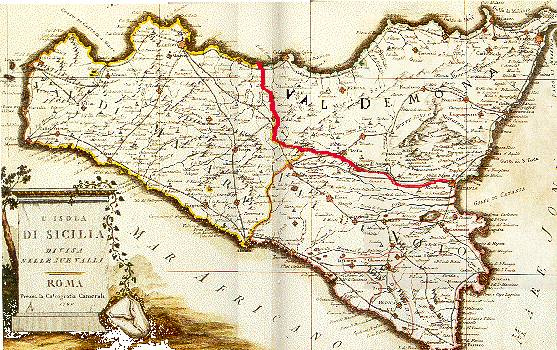
Der Val Demone (oben rechts) auf einer historischen Karte Siziliens.

Der Val Demone ist eine historische Verwaltungseinheit im Nordosten Siziliens.
Val ist hier nicht Abkürzung von italienisch la valle = das Tal, sondern von il vallo, eine Bezeichnung, die auf die Vorherrschaft der Sarazenen über Sizilien zurückgehen soll, vgl. arabisch wilaya (ولاية) = Verwaltungsbezirk. Das Königreich Sizilien umfasste die drei Verwaltungseinheiten Val di Mazara (Westen), Val Demone und Val di Noto (Südosten). Diese blieben bis 1818 bestehen, als eine neue Einteilung in sieben Provinzen durchgeführt wurde.
Der Val Demone hatte eine Fläche von etwa 5.000 km² und war somit der kleinste der drei Valli. Sein Territorium entsprach dem Gebiet der heutigen Metropolitanstadt Messina und des Nordteils der Metropolitanstadt Catania.
Die normannische Eroberung Siziliens begann im Val Demone: Die Bergstadt Troina wurde von Roger I. als Residenz gewählt und zum ersten neu gegründeten Bistum erhoben. Hier gab es einen besonders hohen griechischen Bevölkerungsanteil; die Mehrzahl der griechischen Klöster Siziliens liegen im Val Demone (San Filippo di Fragalà, San Salvatore di Messina). Im Nordosten Siziliens konnte sich die griechische Sprache und der griechische Ritus am längsten behaupten. Noch heute gibt es in diesem Gebiet eine Reihe Familiennamen griechischen Ursprungs.
Der Name Demone geht auf die Stadt Demenna zurück, die nach dem Bericht der Chronik von Monemvasia von Siedlern aus der Peloponnes gegründet wurde, die zur Zeit der Landnahme der Slawen auf dem Balkan hierher flohen. Demenna ist auch in arabischen und hebräischen Quellen bis um 1400 mit diesem Namen bezeugt, die genaue Lokalisierung ist in der neueren Forschung umstritten.